# بری، کبک
بری (به فرانسوی: Berry) شهری در منطقه شهری ابیتیبی ناحیه ابیتیبی-تمیسکامانگ در استان کبک کانادا است. در سرشماری سال ۲۰۱۱ این شهر ۵۰۵ نفر جمعیت داشته‌است و مساحت آن ۵۸۳٫۳۶ کیلومتر مربع است.